# Liste öffentlicher Bücherschränke in Schleswig-Holstein
Dieser Artikel enthält öffentliche Bücherschränke in Schleswig-Holstein und erhebt keinen Anspruch auf Vollständigkeit. Ein öffentlicher Bücherschrank ist ein Schrank oder schrankähnlicher Aufbewahrungsort mit Büchern, der dazu dient, Bücher kostenlos, anonym und ohne jegliche Formalitäten zum Tausch oder zur Mitnahme anzubieten. In der Regel sind die öffentlichen Bücherschränke an allen Tagen im Jahr frei zugänglich. Ist dies nicht der Fall, ist dies in den Listen in der Spalte Anmerkungen vermerkt.

## Liste
Derzeit sind in Schleswig-Holstein 127 öffentliche Bücherschränke erfasst (Stand: 18. August 2025):
| Bild | Ausführung | Ort                                                   | Seit           | Anmerkung | Lage |  |
| --- | --- | ----------------------------------------------------- | -------------- | --- | --- |  |
| Der Bücherschrank in der Kirschplantage | Bücherschrank | Ahrensburg Kreis Stormarn                             | 1. Nov. 2021   | immer geöffnet 24/7/356 Betrieben vom Verein nachhaltig 365 e. V. | 53° 39′ 59″ N, 10° 13′ 59″ O Beim Spielplatz Kirschplantage Nord Bogenstraße – Zugang über den kleinen Fußweg                                                                              |  |
| Bücher Telefonzelle der Kreuzkirche Ahrensburg | Telefonzelle | Ahrensburg Kreis Stormarn                             | Apr. 2023      | immer geöffnet 24/7/356 Betrieben von der Kreuzkirche Ahrensburg | 53° 39′ 50″ N, 10° 14′ 16″ O Auf dem Parkplatz der Kreuzkirche Ahrensburg (Hagener Allee 65–67)                                                                                            |  |
| | ehemalige Trafostation | Albersdorf Kreis Dithmarschen                         |                | Mo–So 09:00–21:00 | 54° 8′ 46″ N, 9° 17′ 32″ O am Archäologisch-Ökologischen Zentrum Albersdorf |  |
| | Bücherschrank | Ascheberg, Kreis Plön                                 | 12. Okt. 2023  | immer geöffnet | 54° 9′ 3″ N, 10° 20′ 32″ O gegenüber dem Rathaus |  |
| | Telefonzelle | Bad Oldesloe Kreis Stormarn                           | 7. Apr. 2013   | geöffnet von Montag bis Sonnabend von 9 bis 18 Uhr, betreut vom Freundeskreis Stormarn liest | 53° 48′ 37″ N, 10° 22′ 31″ O Mühlenstraße gegenüber dem Bürgerhaus |  |
| | Bücherschrank | Bad Schwartau Ortsteil Cleverbrück Kreis Ostholstein  | Nov. 2020      | betrieben von der Kirchengemeinde St. Martin, auf dem Vorplatz der Kirche; ebenerdig zugänglich vom Barner Weg/Stinkbüdelsgang, von der Schmiedekoppel nur über Treppen bzw. Rampen zu erreichen; initiiert und gebaut von einem Gemeindemitglied                                                        | 53° 54′ 26″ N, 10° 40′ 20″ O Schmiedekoppel 114 |  |
| | Bücherschrank ("Bücherstübchen")                                                                                                | Bargteheide Kreis Stormarn                            |                | Rund um die Uhr geöffnet | 53° 43′ 13″ N, 10° 15′ 29″ O Vor dem Eingang der Kita Fischteiche, Zu den Fischteichen 49                                                                                                  |  |
| Bild gesucht Die Wikipedia wünscht sich an dieser Stelle ein Bild vom hier behandelten Ort. Weitere Infos zum Motiv findest du vielleicht auf der Diskussionsseite . Falls du dabei helfen möchtest, erklärt die Anleitung , wie das geht. BW | Bücherregal | Barnitz Kreis Stormarn                                | 25. Nov. 2012  | Bücherregal im Infopoint, 2012 initiiert von Oliver Henkel, betreut vom Förderverein Lokfelder Brücke e. V. | 53° 48′ 29″ N, 10° 30′ 19″ O Treffpunkt Lokfelder Brücke, Lokfeld 2 (Privatgrundstück, Infopoint im Flur zum Saal, die Tür ist unverschlossen)                                             |  |
| Bild gesucht Die Wikipedia wünscht sich an dieser Stelle ein Bild vom hier behandelten Ort. Weitere Infos zum Motiv findest du vielleicht auf der Diskussionsseite . Falls du dabei helfen möchtest, erklärt die Anleitung , wie das geht. BW | Bücherregal | Barsbek Kreis Plön                                    |                | Bücherregal in Telefonzelle | 54° 24′ 16″ N, 10° 19′ 9″ O Vor dem ehemaligen Feuerwehrhaus, Neddelsthörn 6 |  |
| | Telefonzelle (glaslos, bemalt)                                                                                                  | Barsbüttel Kreis Stormarn                             | 16. Sep. 2015  | Der Barsbütteler Kinderbuchautorin Kirsten Boie gewidmet | 53° 34′ 19″ N, 10° 9′ 46″ O Soltausredder 20 am Fußweg zwischen Bürgerhaus und Schule |  |
| | Telefonzelle (glaslos, bemalt)                                                                                                  | Behlendorf Kreis Herzogtum Lauenburg                  |                | | 53° 41′ 56″ N, 10° 40′ 10″ O Bushaltestelle „Am Brink“, gegenüber Brinkhuus |  |
| | Telefonzelle, in den Farben der Stecknitz-Region                                                                                | Berkenthin Kreis Herzogtum Lauenburg                  | Dez. 2018      | „Lütt Bökerstuv“, initiiert von der Fraktion der Berkenthiner Wähler-Initiative (BWI) | 53° 44′ 3″ N, 10° 38′ 45″ O Ecke Am Schart/Oldesloer Straße, auf dem Grundstück der Gemeinde- und Amtsverwaltung Berkenthin und der Freiwilligen Feuerwehr, Nähe Kanalbrücke und -schleuse |  |
| | Bücherschrank | Bistensee, Kreis Rendsburg-Eckernförde                |                | | 54° 23′ 55″ N, 9° 41′ 52″ O Dorfstraße, Im Eingangsbereich der Badestelle Bistensee |  |
| | Telefonzelle | Bokel (bei Rendsburg) Kreis Rendsburg-Eckernförde     |                | | 54° 13′ 3″ N, 9° 47′ 30″ O Kreuzung K45/Lindenstraße |  |
| | Telefonzelle | Braak (Bosau) Kreis Ostholstein                       | 1. Juni 2014   | erste Bücherzelle im Kreis Ostholstein | 54° 6′ 14″ N, 10° 35′ 7″ O Wilhelm-Wisser-Straße an der Bushaltestelle |  |
| | Telefonzelle | Brodersdorf Kreis Plön                                |                | | 54° 23′ 10″ N, 10° 14′ 57″ O Dorfstraße/Lutterbeker Weg |  |
| | Holzhaus | Bünsdorf Kreis Rendsburg-Eckernförde                  |                | | 54° 22′ 14″ N, 9° 44′ 41″ O am Gemeindehaus, vor der Badestelle |  |
| | „Marktreff“-Holzhaus | Christiansholm Kreis Rendsburg-Eckernförde            |                | | 54° 19′ 17″ N, 9° 24′ 8″ O an der Bundesstraße 202 |  |
| | Telefonzelle | Dätgen Kreis Rendsburg-Eckernförde                    |                | | 54° 10′ 49″ N, 9° 55′ 41″ O Dorfstr. 42, vor dem Kindergarten |  |
| | Holzhaus | Dersau Kreis Plön                                     | Apr. 2014      | Auslöser der privaten Initiative war die Streichung des jährlichen Zuschusses der Gemeinde zum Bücherbus | 54° 7′ 0″ N, 10° 20′ 20″ O Dorfstraße 86 (Privatgrundstück) |  |
| | Holzboot | Eckernförde Kreis Rendsburg-Eckernförde               |                | | 54° 28′ 22″ N, 9° 50′ 7″ O Langebrückstrasse 10/Ochsenkopf |  |
| | Telefonzelle | Eckernförde Kreis Rendsburg-Eckernförde               |                | | 54° 27′ 52″ N, 9° 50′ 27″ O Kurpark, Preußerstraße |  |
| | Telefonzelle | Einhaus Kreis Herzogtum Lauenburg                     | 22. Juni 2013  | verschließbar, beleuchtet, Öffnungszeiten nicht genannt | 53° 42′ 48″ N, 10° 43′ 41″ O Hauptstraße 26a, vor dem Gemeindehaus |  |
| Bild gesucht Die Wikipedia wünscht sich an dieser Stelle ein Bild vom hier behandelten Ort. Weitere Infos zum Motiv findest du vielleicht auf der Diskussionsseite . Falls du dabei helfen möchtest, erklärt die Anleitung , wie das geht. BW | Holzregal an einem Gartenhaus                                                                                                   | Elmshorn Kreis Pinneberg                              | 5. Sep. 2015   | ohne Beleuchtung | 53° 45′ 14″ N, 9° 39′ 41″ O Julius-Leber-Straße 4, auf dem Parkplatz von Holz Junge |  |
| | Bücherschrank aus Stahl und bruchsicherem Glas                                                                                  | Eutin Kreis Ostholstein                               | 24. Jan. 2024  | immer geöffnet, 24/7/365; initiiert von Eutin Tourismus GmbH | 54° 8′ 12″ N, 10° 37′ 0″ O Markt 10 |  |
| | Telefonzelle | Fehmarn Kreis Ostholstein                             | 1. Juli 2018   | Büchertauschbörse, initiiert vom Tourismus-Service Fehmarn | 54° 24′ 37″ N, 11° 12′ 17″ O Südstrandpromenade |  |
| | britische Telefonzelle | Flensburg                                             |                | Flensburger Innenstadt am Holmhof | 54° 47′ 2″ N, 9° 26′ 11″ O Holm 45 |  |
| Der offene Bücherschrank Flensburg-Fruerlund | Holzschrank | Flensburg-Fruerlund                                   | 2013           | 24 h geöffnet; initiiert vom Wohnprojekt „Mittendrin“ der Mürwiker Werkstätten; unterstützt von der Wohnungsbaugenossenschaft Selbsthilfe-Bauverein, der Stiftung Die Mürwiker und dem Lions Club Flensburg-Alexandra                                                                                    | 54° 48′ 3″ N, 9° 27′ 32″ O Eiderstraße 2/Ecke Travestraße |  |
| | Holzschrank | Flensburg-Mürwik                                      | 2. Okt. 2013   | erster öffentlicher Bücherschrank Flensburgs, gebaut von Mitarbeitern des Ausbildungsverbunds Flensburg, unterstützt vom Selbsthilfe-Bauverein, finanziert vom Lions-Club Flensburg-Alexandra und dem Kulturbüro Flensburg                                                                               | 54° 48′ 55″ N, 9° 28′ 30″ O Marrensdamm beim Twedter Plack |  |
| Bild gesucht Die Wikipedia wünscht sich an dieser Stelle ein Bild vom hier behandelten Ort. Weitere Infos zum Motiv findest du vielleicht auf der Diskussionsseite . Falls du dabei helfen möchtest, erklärt die Anleitung , wie das geht. BW | Holzschrank | Flensburg-Neustadt                                    | 2013           | Bücherbox, initiiert vom Verein Flensburger Norden und den Mürwiker Werkstätten nach einem Unfall im Dezember 2016 wieder aufgebaut | 54° 48′ 0″ N, 9° 25′ 23″ O Neustadt/Ecke Apenrader Straße |  |
| | Englische Telefonzelle mit Beleuchtung                                                                                          | Gettorf Kreis Rendsburg-Eckernförde                   |                | | 54° 23′ 55″ N, 9° 58′ 21″ O Hüttenkoppel 6 |  |
| | Bücherregal | Glücksburg-Drei Kreis Schleswig-Flensburg             |                | zu den Öffnungszeiten des Strandcafés | 54° 51′ 26″ N, 9° 35′ 28″ O Im Strandcafé Holnis |  |
| | Telefonzelle | Groß Grönau Kreis Herzogtum Lauenburg                 | Okt. 2018      | Schenkung des FDP-Ortsverbands an die Gemeinde Groß Grönau | 53° 49′ 16″ N, 10° 43′ 34″ O Grünanlage Ecke Berliner Straße/St. Hubertus |  |
| | Telefonzelle | Großenbrode Kreis Ostholstein                         | Juli 2024      | „Literaturoase am MEERHOTEL“ in Großenbrode | Nordlandstraße 4, 23775 Großenbrode – im Garten des MEERHOTELs Großenbrode |  |
| | Bücherregal | Helgoland Kreis Pinneberg                             |                | zu den Öffnungszeiten des Flughafens | 54° 11′ 13″ N, 7° 54′ 53″ O im Gebäude des Flugplatzes Helgoland-Düne zwischen Restaurant und Dünen-Shop                                                                                   |  |
| Helgoländer Telefonbücher | Telefonzelle | Helgoland Kreis Pinneberg                             | 2018           | spontane Buchspenden Helgoländer Bürger in der noch aktiven Telefonzelle an der Nicolaikirche | 54° 10′ 59″ N, 7° 53′ 9″ O |  |
| Öffentlicher Bücherschrank der Gemeinde Hemdingen | Metallschrank | Hemdingen Kreis Pinneberg                             | 11. Jan. 2014  | Idee von Hemdinger Bürgern, umgesetzt am „Sprüttenhuus“ vom Sport-, Sozial- und Kulturausschuss im Januar 2014; barrierefreier Zugang | 53° 45′ 45″ N, 9° 50′ 8″ O Steindamm 6, am Sprüttenhuus |  |
| Bücherschrank Hohwacht | Metallschrank | Hohwacht Kreis Plön                                   | 2016           | private Initiative einer Anwohnerin, von einem weiteren Anwohner aus Ölfässern gebaut | 54° 11′ 24″ N, 10° 23′ 39″ O Kranichring, von der Straße nicht zu sehen: etwa Höhe Hausnr. 128–118, am Rande der Grünanlage beim bunt angemalten Verteilerkasten rechts hochgehen          |  |
| | Metallschrank | Hochdonn Kreis Dithmarschen                           |                | | 54° 1′ 8″ N, 9° 17′ 41″ O Hauptstraße, kurz vor der Fähre |  |
| | Metallschrank | Hohenaspe Kreis Steinburg                             | Mai 2020       | Offene Bücherecke, Initiative des Vereins Hohenaspe trifft sich | 53° 59′ 22″ N, 9° 31′ 40″ O am Dorfhaus |  |
| Bücherschrank Hohenlockstedt | Bücherhütte | Hohenlockstedt Kreis Steinburg                        | März 2021      | Initiative eines Einwohners | 53° 57′ 51″ N, 9° 37′ 12″ O Marktplatz |  |
| | Bücherschrank | Hollenbek Kreis Herzogtum Lauenburg                   | 2014           | an der Naturparkscheune, kleine Spende für Projekte des Geoparks ist erbeten | 53° 35′ 32″ N, 10° 49′ 11″ O Domänenweg 1 |  |
| | Bücherschrank | Husum Kreis Nordfriesland                             |                | Kinderbücherschrank vom Kinderschutzbund Nordfriesland e. V. am Standort Max&Milla in der Bürgerschule, zugänglich zu den Öffnungszeiten der Schule | 54° 28′ 45″ N, 9° 3′ 11″ O Asmussenstraße 1 |  |
| | Bücherschrank | Husum                                                 |                | Der Kinderbücherschrank vom Kinderschutzbund Nordfriesland e. V. am Standort Max&Milla in der Klaus-Groth-Schule, geöffnet zu den Schulzeiten | 54° 29′ 21″ N, 9° 3′ 49″ O Klaus-Groth-Schule, Richard-von-Hagn-Straße 40 |  |
| | Bücherschrank | Husum                                                 |                | Kinderbücherschrank am Standort der Geschäftsstelle des Kinderschutzbundes Nordfriesland e. V., zu den Bürozeiten zugänglich | 54° 28′ 44″ N, 9° 3′ 38″ O Osterende 61a |  |
| | Telefonzelle | Itzehoe Kreis Steinburg                               |                | Initiative Itzehoer Gastwirte „De lütte Bökerstuuv“ | 53° 55′ 24″ N, 9° 31′ 5″ O Kirchenstraße |  |
| | Bücherschrank | Jersbek Kreis Stormarn                                | Aug. 2020      | Bücherschrank im Innenhof des Gemeindezentrums | 53° 44′ 41″ N, 10° 12′ 48″ O Innenhof des Gemeindezentrums an der Langenreihe 1 |  |
| | Bücherschrank | Jersbek, Ortsteil Klein Hansdorf Kreis Stormarn       | 2020           | zwei blaue Bücherschränke im Bushaltehäuschen an der Dorfstraße im Ortsteil Klein Hansdorf | 53° 43′ 13″ N, 10° 12′ 47″ O im Bushaltehäuschen an der Dorfstraße |  |
| | Metallschrank | Kaltenkirchen Kreis Segeberg                          | Aug. 2015      | Initiative der Stadtbibliothek, inhaltlicher Schwerpunkt Belletristik | 53° 50′ 5″ N, 9° 57′ 57″ O Bahnhof der AKN Eisenbahn, Eingang Holstenplatz |  |
| | Bücherregal in einem Parklet | Kiel-Dietrichsdorf                                    | Nov. 2019      | vor den Räumen der Stadtteilbücherei Neumühlen-Dietrichsdorf | 54° 20′ 9″ N, 10° 11′ 22″ O Langer Rehm 29 |  |
| | Bücherregal | Kiel-Vorstadt                                         |                | im Statt-Café, welches sich in der Stadtgalerie befindet. Öffnungszeiten: Mo–Sa 10–19 Uhr, So 11–17 Uhr | 54° 19′ 9″ N, 10° 8′ 6″ OAndreas-Gayk-Straße 31 |  |
| | Bücherschrank | Schützenpark (Kiel)                                   | Juli 2020      | private Initiative | 54° 19′ 14″ N, 10° 7′ 14″ O Zastrowstraße 12 am Schützenpark |  |
| | Bücherschrank in Form einer Telefonzelle                                                                                        | Kiel-Wellingdorf                                      | Juni 2021      | betrieben von der Stadtteilbücherei Neumühlen-Dietrichsdorf | 54° 19′ 34″ N, 10° 11′ 11″ O Schönberger Straße 5 |  |
| Bökerschapp | Telefonzelle | Krummbek Kreis Plön                                   |                | | 54° 22′ 42″ N, 10° 24′ 2″ O An der Bushaltestelle |  |
| | kleines Bücherregal | Laboe Kreis Plön                                      |                | | 54° 24′ 23″ N, 10° 13′ 39″ O Vor dem Grundstück Katzbek 17A |  |
| | kleiner Bücherschrank | Lauenburg/Elbe (Unterstadt) Kreis Herzogtum Lauenburg |                | Bücherbude Lauenburger Altstadt | 53° 22′ 13″ N, 10° 33′ 13″ O Elbstraße 64 |  |
| | Bücherregal | Lübeck                                                |                | Initiative eines Ver.di-Mitglieds, im Foyer des Gewerkschaftshauses, zugänglich zu dessen Öffnungszeiten | 53° 51′ 58″ N, 10° 40′ 36″ O Holstentorplatz 1–5 |  |
| | kleines Bücherregal | Lübecker Altstadt (Engelshof)                         |                | | 53° 52′ 18″ N, 10° 41′ 11″ O Engelsgrube 38/42 |  |
| | zweiseitiger Holzschrank, gebaut von den gemeinnützigen Marli-Werkstätten, baugleich den Schränken in St. Lorenz und St. Jürgen | Lübeck-Buntekuh                                       | Dez. 2020      | Initiative des Anwohner-Vereins Buntekuh, finanziert von der Sparkassenstiftung der Sparkasse zu Lübeck | 53° 51′ 17″ N, 10° 38′ 49″ O Korvettenstraße, auf dem Platz vor dem Familienzentrum (Korvettenstr. 64 a)                                                                                   |  |
| | baugleich den Bücherschränken in St. Lorenz und St. Jürgen                                                                      | Lübeck-Hochschulstadtteil                             | 8. Apr. 2015   | Initiative der AWO | 53° 49′ 57″ N, 10° 41′ 39″ O am Carlebach-Park, vor dem Awo-Servicehaus, Paul-Ehrlich-Straße 5                                                                                             |  |
| | Holzschrank | Lübecker Altstadt                                     | Sep. 2020      | private Initiative | 53° 51′ 50″ N, 10° 41′ 25″ O St.-Annen-Straße, Chorseite der Ägidienkirche |  |
| | Metallschrank, gebaut in der Justizvollzugsanstalt Lübeck                                                                       | Lübeck-St. Gertrud                                    | 8. Juni 2015   | Initiative des SPD-Ortsvereins | 53° 51′ 51″ N, 10° 43′ 12″ O Marli, Kaufhof, vor dem Café Sachau |  |
| | Regal | Lübeck-St. Gertrud                                    |                | einfaches Holzregal, wetterseitig mit Plane verkleidet | 53° 52′ 50″ N, 10° 42′ 31″ O Heiligen-Geist-Kamp (Bundesstraße 75), Höhe Zwinglistraße 26                                                                                                  |  |
| | Regal | Lübeck-St. Gertrud                                    |                | offenes Holzregal vor dem Heinrich-Gaedertz-Stift am Rande des Lübecker Stadtparks | 53° 52′ 53″ N, 10° 42′ 10″ O Ecke Curtiusstraße/Rathenaustraße |  |
| | baugleich dem Schrank Hansering 20b                                                                                             | Lübeck-St. Jürgen                                     | Okt. 2013      | private Initiative | 53° 51′ 58″ N, 10° 42′ 12″ O Pelzerstraße/Ecke Wakenitzufer |  |
| | Kultur Kiste, zwei Bücherschränke an ehemaligem Kiosk                                                                           | Lübeck-St. Jürgen                                     | Aug. 2016      | private Initiative | 53° 51′ 4″ N, 10° 41′ 16″ O St.-Jürgen-Ring 34/Ecke Kronsforder Allee |  |
| | kleiner Bücherschrank | Lübeck-Altstadt                                       | geschätzt 2024 | | untere Fleischhauerstraße, seitlich des Fußwegs parallel zur Kanalstraße an der Ostseite der Johanneumssporthalle                                                                          |  |
| | rotlackierte Telefonzelle | Lübeck-St. Jürgen                                     |                | Initiative des Vereins Gemeinschaftshaus Nachtigallensteg | 53° 51′ 1″ N, 10° 42′ 45″ O vor dem Gemeinschaftshaus Nachtigallensteg 25 |  |
| | einfaches Regal ohne Türen oder Klappen                                                                                         | Lübeck-St. Jürgen                                     |                | | 53° 51′ 23″ N, 10° 41′ 9″ O Ecke Sophienstraße/Kastorpstraße, Nähe Gesundheitsamt und Kanal                                                                                                |  |
| | Schrank aus beschichtetem Sperrholz mit Acrylglasscheiben, finanziert von Christian Dräger, gebaut in den Marli-Werkstätten     | Lübeck-St. Lorenz                                     | 23. Okt. 2012  | private Initiative | 53° 51′ 29″ N, 10° 39′ 51″ O vor dem Stadtteilhaus im Hansering 20b |  |
| | Kinderbücherschrank | Lübeck-St. Lorenz Nord                                | Mai 2018       | betrieben vom Lübecker Kinderschutzbund | 53° 53′ 6″ N, 10° 40′ 56″ O Schwartauer Allee 221 |  |
| | Telefonzelle | Lübeck-St.-Lorenz-Nord                                |                | KulTürKabuff, ausgestattet mit Solarbeleuchtung und Musikanlage | 53° 52′ 31″ N, 10° 40′ 36″ O Schwartauer Allee/Ecke Brockesstraße |  |
| | Bücherschrank | Lübeck-St. Lorenz Nord                                | Okt. 2021      | initiiert von der Initiative Brolingplatz und dem AWO-Quartiersprojekt | 53° 52′ 33″ N, 10° 40′ 17″ O Brolingplatz, am Quartiershäuschen |  |
| | Bücherschrank | Lübeck-Schlutup                                       |                | finanziert vom SPD-Ortsverein Schlutup aus dem Erlös des Herbstfests 2019, gebaut und unterhalten von Mitgliedern des AWO-Treffs Slut up Stuv | 53° 53′ 16″ N, 10° 47′ 59″ O Am Schlutuper Markt/Mecklenburger Straße |  |
| | Blechschrank | Meldorf Kreis Dithmarschen                            |                | | 54° 5′ 21″ N, 9° 4′ 26″ O hinter Zingelstraße 2 |  |
| | Telefonzelle | Meldorf                                               |                | | 54° 5′ 20″ N, 9° 4′ 25″ O Roggenstraße 14 a, neben der Sparkasse |  |
| | Telefonzelle | Mönkeberg Kreis Plön                                  |                | „Bökerschapp“ | 54° 20′ 42″ N, 10° 12′ 25″ O an der Bushaltestelle Dorfstr. 90 |  |
| | Bushaltestelle | Nettelsee                                             |                | Buchhaltestelle Lindenweg, wird auch noch als Bushaltestelle genutzt | 54° 10′ 24″ N, 10° 11′ 15″ O Lindenweg, Am Ehrenmal |  |
| | Betongarage | Neukirchen                                            |                | Tauschhaus mit vielen Büchern in einer ehemaligen Betongarage am Wohnmobilstellplatz | 54° 51′ 58″ N, 8° 43′ 59″ O Kirchenweg |  |
| | Bücherschrank | Neumünster                                            | Okt. 2016      | Aapen Böökerschapp, nach einer Idee von Birgitt Jürs vom Förderverein der Niederdeutschen Bühne mit Büchern, Hörbüchern und Musik-CDs ausschließlich in niederdeutscher Sprache; vier Euro Leihgebühr sind an den Förderverein zu entrichten; geöffnet bei allen Veranstaltungen in der NBN-Studio-Bühne | 54° 4′ 36″ N, 9° 59′ 19″ O Klosterstraße 12 im Empfangsbereich des Theaters |  |
| | Holzregal | Neumünster                                            |                | Von Zonta International organisiert, Spende zugunsten des Frauenhauses Neumünster willkommen, nur während den Ladenöffnungszeiten zugänglich. | 54° 4′ 51″ N, 9° 59′ 42″ O Goethestraße 13, im Foyer von EDEKA Meyer |  |
| | Telefonzelle | Neumünster                                            |                | Wird von der Kirchengemeinde betreut | 54° 2′ 55″ N, 10° 1′ 29″ O An der Erlöserkirche in Neumünster-Gadeland, Am Hang 1 |  |
| | Stahlschrank | Norderstedt Kreis Segeberg                            | Mai 2013       | private Initiative | 53° 42′ 56″ N, 10° 0′ 16″ O Grootkoppelstraße |  |
| Büchertausch in Norderstedt | Telefonzelle mit LED-Innenbeleuchtung                                                                                           | Norderstedt Kreis Segeberg                            | Apr. 2015      | Idee engagierter Bürger, betreut durch die Stadtbücherei, zugänglich während der Öffnungszeit der Rathauspassage | 53° 42′ 30″ N, 9° 59′ 40″ O Rathausallee 50 |  |
| | Bücherbox | Norderstedt Kreis Segeberg                            | Mai 2015       | betreut durch ein kommunales Gebrauchtwarenkaufhaus, zugänglich während der Öffnungszeiten des Stadtparks | 53° 42′ 46″ N, 10° 1′ 8″ O Bücherbox Stadtpark |  |
| | Bücherfenster | Norderstedt-Glashütte Kreis Segeberg                  |                | privat betreut | 53° 42′ 1″ N, 10° 2′ 50″ O Bücherfenster Grüner Weg |  |
| | Telefonzelle mit LED-Beleuchtung                                                                                                | Nortorf Kreis Rendsburg-Eckernförde                   | 25. März 2022  | private Initiative unterstützt durch örtliche Sponsoren Bücherzelle befindet sich auf Privatgrundstück | 54° 10′ 13″ N, 9° 51′ 22″ O Jungfernstieg Nortorf |  |
| | Telefonzelle „Villa Bücherwurm“                                                                                                 | Nusse (Kreis Herzogtum Lauenburg)                     | 22. Mai 2015   | durchgehend geöffnet, beleuchtet | 53° 39′ 32″ N, 10° 34′ 39″ O vor dem Gemeindezentrum, Kirchstraße 1 |  |
| | Holzschrank | Oldendorf Kreis Steinburg                             | Juni 2020      | private Initiative, auf Privatgrundstück | 53° 56′ 58″ N, 9° 27′ 42″ O auf dem Grundstück Am Spielplatz 11 |  |
| | Telefonzelle | Oststeinbek Kreis Stormarn                            |                | durchgehend geöffnet | 53° 32′ 32″ N, 10° 9′ 59″ O Möllner Landstraße/Ecke Twiete |  |
| | Bücherregal | Owschlag Kreis Rendsburg-Eckernförde                  |                | | 54° 23′ 36″ N, 9° 36′ 0″ O Im Eingang des Dorfgemeinschaftshauses |  |
| | Bücherzelle | Pansdorf (Ratekau), West-Ratekau                      |                | | 53° 58′ 52″ N, 10° 42′ 12″ O am Bahnhof der Linie Bahnstrecke Kiel–Lübeck |  |
| | Bücherregal | Plön Kreis Plön                                       | Okt. 2014      | [ 42 ] | 54° 9′ 34″ N, 10° 25′ 21″ O Tourist-Information im Bahnhof Plön |  |
| Pommerbyer Bücherwelle | Telefonzelle | Pommerby Kreis Schleswig-Rendsburg                    | Juni 2015      | Bücherwelle | 54° 45′ 43″ N, 9° 56′ 43″ O Niebyer Straße (Parkbucht) |  |
| Bücherregal im Wartehäuschen | Bücherregal | Prasdorf Kreis Plön                                   |                | immer geöffnet | 54° 22′ 44″ N, 10° 17′ 43″ O In der Wartehalle an der Bushaltestelle |  |
| | Bücherschrank | Probsteierhagen Ortsteil Schrevendorf Kreis Plön      |                | Bücherschrank im Hofladen „Schrevendorfer Milchkanne“ | 54° 21′ 58″ N, 10° 16′ 28″ O Schrevendorf 13 |  |
| | Telefonzelle | Ratekau-Sereetz Kreis Ostholstein                     | Nov. 2020      | „Sereetzer Bücherbox“ in der Ratekauer Dorfschaft Sereetz, Initiative des Dorfvorstands, durchgehend geöffnet und beleuchtet | 53° 55′ 13″ N, 10° 44′ 1″ O Schwartauer Straße 4 |  |
| Büchertausch im St. Adolf-Stift | Glas-Regal im Erdgeschoss | Reinbek Kreis Stormarn                                | Juli 2018      | im Krankenhaus Reinbek St. Adolf-Stift, im Erdgeschoss neben dem Haupttreppenhaus, für Patienten und Mitarbeitende | 53° 30′ 36″ N, 10° 14′ 28″ O Hamburger Straße 41 |  |
| Bücherbox in Reinfeld | Telefonzelle | Reinfeld Kreis Stormarn                               | Jun./Jul. 2018 | Bücherzelle mit Innenbeleuchtung, aufgestellt von der Wählerinitiative (W!R) Reinfeld und der Initiative Pro Park des Kalthöfer Parks | 53° 49′ 50″ N, 10° 29′ 15″ O Paul-von-Schoenaich-Straße am Eingang zum Kalthöfer Park, gegenüber der Matthias-Claudius-Kirche                                                              |  |
| | Holzhütte | Rellingen-Egenbüttel Kreis Pinneberg                  | 21. Sep. 2012  | Musterhütte eines Baumarkt von 2012 im Mai 2021 ersetzt; auf dem Privatgrundstück des Initiators, geöffnet täglich von 8 bis 20 Uhr | 53° 38′ 47″ N, 9° 50′ 56″ O Privatgrundstück am Halstenbeker Weg 48 |  |
| | Birkenstämme | Rendsburg                                             | 21. Juni 2014  | „Bücherwald“ genanntes Projekt, beim Mittsommerfest 2014 im Nordkolleg Rendsburg von einer FSJlerin der Akademie für Kulturelle Bildung vorgestellt; Stahlkästen mit Acrylscheiben in Aussparungen von drei Birkenstämmen                                                                                | Koordinaten fehlen! Hilf mit. |  |
| | Bökerhuus | Rickert Kreis Rendsburg-Eckernförde                   | 2021           | Von der Rickerter Landjugend errichtet | 54° 20′ 24″ N, 9° 40′ 6″ O An der Sportkoppel |  |
| Bücherschrank in Rethwisch, Ortsteil Treuholz | Holzschrank mit Türen in Buswartehaus                                                                                           | Rethwisch-Treuholz, Kreis Stormarn                    |                | Betreuung durch Anwohner | 53° 46′ 11″ N, 10° 26′ 5″ O Bushaltestelle Alter Bahnhof, Treuholzer Straße in Höhe Hausnummer 23                                                                                          |  |
| | Telefonzelle | Riepsdorf Ortsteil Gosdorf Kreis Ostholstein          | 2018           | initiiert von der Bürgerinitiative „Wir in Riepsdorf“ (WiR) | 54° 13′ 13″ N, 10° 58′ 20″ O vor dem Haus Bäderstraße 5, neben Bushaltestelle und Feuerwehrhaus                                                                                            |  |
| | Holzschrank mit Reetdach | Salem Ortsteil Dargow                                 |                | | 53° 38′ 22″ N, 10° 53′ 8″ O Alte Dorfstraße |  |
| | Gartenhütte | Schenefeld Kreis Steinburg                            | 28.08.2024     | Private Initiative. Hier können vor allem Bücher aber auch andere Haushaltsartikel getauscht werden. | 54° 2′ 48″ N, 9° 28′ 55″ O Am Markt 1 |  |
| | Telefonzelle | Schleswig Kreis Schleswig-Flensburg                   | 13. Apr. 2014  | Schleswigs erster Bücherschrank („Bökerschapp“) in einer umfunktionierten Telefonzelle, nach sieben Jahren in der Ladenstraße im März 2021 in der Fußgängerzone umgesetzt | 54° 30′ 59″ N, 9° 33′ 41″ O Stadtweg, Höhe Hausnummer 54 |  |
| | Telefonzelle | Schleswig-Friedrichsberg                              | 9. Nov. 2014   | Schleswigs zweite zum öffentlichen Bücherschrank umgewandelte Telefonzelle („Bücherbahnhof“), restauriert von der Initiative Bürger machen mit e. V., bestückt mit überschüssigen Büchern des „Bökerschapps“ am Stadtweg; Nutzungsbedingungen in deutscher und dänischer Sprache, betreut von Anwohnern  | 54° 30′ 10″ N, 9° 32′ 30″ O Friedrichstraße 52 |  |
| | Holzregale | Schönberg Kreis Plön                                  | 2008           | Tauschregale in einem Hofcafé, täglich außer mittwochs von 14–17 Uhr geöffnet. Hörbücher nur im Tausch | 54° 23′ 44″ N, 10° 22′ 54″ O Wrömmelsberg 3 |  |
| Büchertauschhaus | Kleiner Bücherschrank | Schönkirchen Kreis Plön                               |                | | 54° 20′ 22″ N, 10° 13′ 14″ O Mönkeberger Weg 5 |  |
| | Bücherhaus | Schwarzenbek Kreis Herzogtum Lauenburg                | 2016           | umgezogen vom Familienzentrum | 53° 30′ 29″ N, 10° 29′ 37″ O Grund- und Regionalschule Nordost |  |
| | Telefonzelle | Schwentinental-Klausdorf                              | 2015           | Die Bücherbox, Stadt Schwentinental | 54° 18′ 31″ N, 10° 12′ 52″ O Dorfstraße Höhe Dorfplatz |  |
| | Holzschrank mit Glasscheibe | Seedorf (Lauenburg) Kreis Herzogtum Lauenburg         | 2017           | neben der Drescherremise | 53° 37′ 10″ N, 10° 52′ 11″ O Seedorfer Dorfstraße |  |
| | Telefonzelle | Siek (Kreis Stormarn)                                 | 2020           | mit Hilfe des Bauhofs aufgestellt | 53° 38′ 8″ N, 10° 17′ 50″ O vor dem Dorfteich an der Bushaltestelle, Nähe Hauptstraße 49                                                                                                   |  |
| | Telefonzelle | Stemwarde (Kreis Stormarn)                            |                | auf dem Fußweg von der Bahnhofstraße zum Spielplatz | 53° 34′ 11″ N, 10° 14′ 21″ O Bahnhofstraße zwischen Stübkamp und Lüttkoppel |  |
| Bücherstübchen | Telefonzelle | Stoltenberg Kreis Plön                                |                | | 54° 20′ 41″ N, 10° 20′ 50″ O Bei der Freiwilligen Feuerwehr |  |
| | Wartehäuschen | Sylt, Wenningstedt-Braderup                           |                | Give-Box zum Tausch nicht nur von Büchern | 54° 55′ 55″ N, 8° 21′ 3″ O M.-T.-Buchholz-Stich 2 |  |
| | Holzhaus | Tasdorf Kreis Plön                                    |                | Auf dem Spielplatz | 54° 5′ 40″ N, 10° 1′ 50″ O Wischhof, Ecke Sandkuhle |  |
| | Holzhaus | Timmaspe Kreis Rendsburg-Eckernförde                  |                | neben dem Kindergarten | 54° 8′ 29″ N, 9° 53′ 25″ O Hauptstraße 21 |  |
| | Holzschrank in einer als Bushaltestelle genutzten ehemaligen Garage                                                             | Seester Kreis Pinneberg                               | 2010           | auf Initiative der Gemeinde Seester; barrierefreier Zugang | 53° 43′ 6″ N, 9° 35′ 53″ O Dorfstraße 43, vor der Grundschule |  |
| | Holzregale | Tornesch Kreis Pinneberg                              | Sep. 2012      | gespendet vom interkulturellen Verein Tornescher Allerlei (ToAll), zwei Regale im Rewe-Markt zwischen Bäcker und Postannahme | 53° 41′ 45″ N, 9° 42′ 55″ O Esinger Straße 3 |  |
| | Holzhaus | Trappenkamp Kreis Segeberg                            | 25. Juli 2014  | tagsüber geöffnet, von der Gemeinde von einer Galerie angekauft, gesponsert von einem Architekturbüro, gestaltet von Jugendlichen unter Anleitung eines Kunststudenten | 54° 2′ 21″ N, 10° 12′ 59″ O Sudetenplatz |  |
| | Bücherhaus | Trappenkamp Kreis Segeberg                            | 2015           | Angebot für Kinder im Grundschulalter, auf dem Schulhof der Grundschule Trappenkamp mit Förderzentrumsteil, bis 2017 Dr. Gerlich-Schule | 54° 2′ 13″ N, 10° 13′ 2″ O Gablonzer Straße 42 |  |
| | Bücherschrank | Uetersen Kreis Pinneberg                              |                | Bücherschrank im Edeka-Markt | 53° 40′ 50″ N, 9° 40′ 25″ O Gerberstraße 3 |  |
| | Bücherschrank | Uetersen Kreis Pinneberg                              | Mai 2021       | aus gewerblicher Spende finanziert | 53° 40′ 58″ N, 9° 39′ 57″ O Großer Sand 18 (Fußgängerzone) |  |
| | Telefonzelle | Weddelbrook Kreis Segeberg                            |                | „Tauschbörse“ auf dem Campingplatz Vogelzunge | 53° 53′ 58″ N, 9° 49′ 32″ O Schulstraße 19 |  |
| Bücherschrank Wendtorf | Bücherschrank | Wendtorf Kreis Plön                                   |                | im gleichen Raum wie der Geldautomat. Tagsüber Tür geöffnet, Zutritt nachts nur mit Karte für den Geldautomat | 54° 24′ 42″ N, 10° 17′ 9″ O Strandstraße 2a |  |
| Bücherzelle Zarpen | Telefonzelle | Zarpen Kreis Stormarn                                 | Apr. 2018      | initiiert von der Freien Kommunalen Wählervereinigung (FKW) Zarpen, seit einem Fall von Vandalismus im Oktober 2020 nachts verschlossen | 53° 52′ 18″ N, 10° 31′ 6″ O Grundstück der DRK-Kindertagesstätte, Hauptstraße 62 |  |